# Liste der Baudenkmäler in Harsewinkel
Die Liste der Baudenkmäler in Harsewinkel enthält die denkmalgeschützten Bauwerke auf dem Gebiet der Stadt Harsewinkel im Kreis Gütersloh in Nordrhein-Westfalen (Stand: 7. Oktober 2024). Diese Baudenkmäler sind in der Denkmalliste der Stadt Harsewinkel eingetragen; Grundlage für die Aufnahme ist das Denkmalschutzgesetz Nordrhein-Westfalen (DSchG NRW).

| Bild                                                                                             | Bezeichnung                                                                                      | Lage                                                                              | Beschreibung | Bauzeit                        | Eingetragen seit   | Denkmal- nummer |
| ------------------------------------------------------------------------------------------------ | ------------------------------------------------------------------------------------------------ | --------------------------------------------------------------------------------- | --- | ------------------------------ | ------------------ | --------------- |
| weitere Bilder                                                                                   | Kath. Pfarrkirche, ehem. Klosterkirche des Zisterzienserklosters                                 | Marienfeld Klosterhof 11 Karte                                                    | Erster westfälischer Kirchbau in verputztem Backstein. Erhaltenswert ist auch die Ausstattung der Kirche mit einer der größten westfälischen Barockorgeln von Johann Patroclus Möller.                                      | 1186–1222                      | 7. November 1983   | 1               |
| weitere Bilder                                                                                   | Ehem. Wirtschaftsgebäude und Torhaus des Zisterzienserklosters                                   | Marienfeld Klosterhof 2 Karte                                                     | |                                | 7. November 1983   | 2               |
| Restmauer der ehem. Wadenhart-Kapelle                                                            | Restmauer der ehem. Wadenhart-Kapelle                                                            | Marienfeld Flurstück 44, Flur 15 Karte                                            | Mauerrest der Ostwand der Wadenhartkapelle | 11. Jahrhundert                | 7. November 1983   | 3               |
| weitere Bilder                                                                                   | Ehem. Wirtschaftsgebäude des Zisterzienserklosters                                               | Marienfeld Klosterhof 12-15 Karte                                                 | |                                | 22. November 1983  | 4               |
| weitere Bilder                                                                                   | Ehem. Wirtschaftsgebäude des Zisterzienserklosters                                               | Marienfeld Klosterhof 4 Karte                                                     | |                                | 22. November 1983  | 5               |
| weitere Bilder                                                                                   | Ehem. Wirtschaftsgebäude des Zisterzienserklosters                                               | Marienfeld Klosterhof 5 Karte                                                     | |                                | 22. November 1983  | 6               |
| weitere Bilder                                                                                   | Ehem. Wirtschaftsgebäude des Zisterzienserklosters                                               | Marienfeld Klosterhof 6 Karte                                                     | |                                | 22. November 1983  | 7               |
| weitere Bilder                                                                                   | Ehem. Wirtschaftsgebäude des Zisterzienserklosters                                               | Marienfeld Klosterhof 7 Karte                                                     | |                                | 22. November 1983  | 8               |
| Clemensheim                                                                                      | Clemensheim                                                                                      | Harsewinkel Kirchplatz 5 Karte                                                    | Fachwerkhaus, welches für über 150 Jahre unter anderem als Bücherei genutzt wurde. Noch heute dient es als Schwesternwohnheim.                                                                                              | 1812                           | 2. Januar 1984     | 9               |
| Speicher von 1844                                                                                | Speicher von 1844                                                                                | Harsewinkel Haarweg 10 Karte                                                      | | 1844                           | 7. Februar 1984    | 10              |
| Bildstock "Christus auf dem Ölberg"                                                              | Bildstock "Christus auf dem Ölberg"                                                              | Harsewinkel Im witten Sand 17 Karte                                               | | 1846                           | 2. Januar 1984     | 11              |
| weitere Bilder                                                                                   | Ehem. Wirtschaftsgebäude des Zisterzienserklosters                                               | Marienfeld Klosterhof 16 Karte                                                    | |                                | 18. Januar 1984    | 12              |
| weitere Bilder                                                                                   | Kath. Pfarrkirche St. Johannes                                                                   | Greffen Johannesplatz Karte                                                       | Spätgotische Saalkirche, die 1899 von Hilger Hertel dem Jüngeren mit Seitenschiffen vergrößert wurde. Zum eingetragenen Denkmal zählen nicht nur die neugotische Ausstattung, sondern auch große Teile des Kirchenschatzes. | 15. Jahrhundert                | 4. Oktober 1984    | 13              |
| weitere Bilder                                                                                   | Kath. Pfarrkirche St. Lucia                                                                      | Harsewinkel Kirchplatz Karte                                                      | Dreischiffige neugotische Hallenkirche nach Plänen des Architekten Emil von Manger. 1903/04 wurde der Kirchturm hinzugefügt.                                                                                                | 1858–1860                      | 15. Oktober 1984   | 14              |
| Nepomuk-Figur                                                                                    | Nepomuk-Figur                                                                                    | Marienfeld Klosterstraße Karte                                                    | | Mitte 18. Jahrhundert          | 4. Oktober 1984    | 15              |
| Ehem. Haus Linning                                                                               | Ehem. Haus Linning                                                                               | Greffen Johannesplatz 14 Karte                                                    | Zweischiffiges Fachwerk-Giebelhaus |                                | 20. Februar 1985   | 16              |
| Doppelbildstock Kreuzigung/Gnadenmadonna von Telgte                                              | Doppelbildstock Kreuzigung/Gnadenmadonna von Telgte                                              | Greffen Harsewinkeler Straße Karte                                                | Bildstock aus Stein mit der Darstellung der Kreuzigung und der Telgter Gnadenmadonna. | 2. Hälfte 18. Jahrhundert      | 30. Oktober 1985   | 17              |
| weitere Bilder                                                                                   | Ehem. Abteigebäude des Zisterzienserklosters                                                     | Marienfeld Klosterhof 10 Karte                                                    | Zweigeschossiger Backsteinbau mit Sandsteingliederung. | 1699–1702                      | 29. November 1985  | 18              |
| Kötterhaus um 1770                                                                               | Kötterhaus um 1770                                                                               | Harsewinkel Brockhägerstraße 18 Karte                                             | | um 1770                        | 25. August 1986    | 19              |
| Bildstock aus dem Jahre 1643                                                                     | Bildstock aus dem Jahre 1643                                                                     | Greffen Beelener Straße 24 Karte                                                  | Fachwerk-Bildstock mit Ziegelausfachung mit Madonna. Es ist der älteste Bildstock in Harsewinkel. | 1643                           | 7. Januar 1987     | 20              |
| Figur Gott Vater                                                                                 | Figur Gott Vater                                                                                 | Marienfeld Bielefelder Straße Karte                                               | Darstellung mit Segensgestus der rechten Hand und einer Weltkugel mit Kreuz in der linken. | 1. Hälfte des 18. Jahrhunderts | 4. März 1987       | 21              |
| Doppelbildstock, datiert 1757                                                                    | Doppelbildstock, datiert 1757                                                                    | Marienfeld Im Kreuzteich 16 Karte                                                 | Sandsteinsockel von 1757 mit Reliefs, die eine Kopie eines alten Bildstocks sind. | 1757 / 1920/30                 | 26. August 1987    | 22              |
| Hofanlage                                                                                        | Hofanlage                                                                                        | Marienfeld Klosterstraße 2 Karte                                                  | |                                | 27. Januar 1988    | 23              |
| Doppelbildstock                                                                                  | Doppelbildstock                                                                                  | Greffen Harsewinkeler Straße 4 Karte                                              | |                                | 27. Januar 1988    | 24              |
| Fachwerkgebäude                                                                                  | Fachwerkgebäude                                                                                  | Greffen Beelener Straße 30 Karte                                                  | |                                | 12. Februar 1990   | 25              |
| Fachwerkgebäude                                                                                  | Fachwerkgebäude                                                                                  | Greffen Johannesplatz 4 Karte                                                     | |                                | 24. August 1990    | 26              |
| Fachwerkgebäude                                                                                  | Fachwerkgebäude                                                                                  | Greffen Beelener Straße 24 Karte                                                  | |                                | 1. Februar 1991    | 27              |
| weitere Bilder                                                                                   | Brunnenhäuschen aus dem Innenhof des ehem. Zisterzienserklosters, 1. Hälfte des 18. Jahrhunderts | Marienfeld Klosterstraße Karte                                                    | Kreisrunder Bau aus Baumberger Sandstein mit Schieferdach als Brunnenhaus konzipiert, später versetzt als Feldkapelle und heute als Ehrenmal verwendet.                                                                     | 1. Hälfte des 18. Jahrhunderts | 1. Februar 1991    | 28              |
| Hofkapelle, bezeichnet 1906                                                                      | Hofkapelle, bezeichnet 1906                                                                      | Harsewinkel Oesterweger Straße 15 Karte                                           | |                                | 2. Juli 1991       | 29              |
| Hofkapelle, 1900/1910                                                                            | Hofkapelle, 1900/1910                                                                            | Harsewinkel Im Kirchspiel/Alte Brockhäger Straße Karte                            | |                                | 2. Juli 1991       | 30              |
| Bildstock, bezeichnet 1709                                                                       | Bildstock, bezeichnet 1709                                                                       | Marienfeld Pelkmanns Feld 1 Karte                                                 | |                                | 2. Juli 1991       | 31              |
| Wegekapelle, bezeichnet 1703                                                                     | Wegekapelle, bezeichnet 1703                                                                     | Harsewinkel Clarholzer Straße 50 Karte                                            | |                                | 2. Juli 1991       | 32              |
| Doppelbildstock, bezeichnet 1807                                                                 | Doppelbildstock, bezeichnet 1807                                                                 | Greffen Ostortstraße 7 Karte                                                      | |                                | 2. Juli 1991       | 33              |
| Hofkapelle, ca. 1915/1920                                                                        | Hofkapelle, ca. 1915/1920                                                                        | Greffen Schützenstraße 120 Karte                                                  | |                                | 3. Juli 1991       | 34              |
| Hofkreuz, ca. 1910/15                                                                            | Hofkreuz, ca. 1910/15                                                                            | Harsewinkel Im Vechtel 21 Karte                                                   | |                                | 3. Juli 1991       | 35              |
| Jüdischer Friedhof                                                                               | Jüdischer Friedhof                                                                               | Harsewinkel August-Claas-Straße Karte                                             | |                                | 3. Juli 1991       | 36              |
| Doppelbildstock, datiert 1791                                                                    | Doppelbildstock, datiert 1791                                                                    | Greffen Schützenstraße / Schwarzer Weg Karte                                      | |                                | 3. Juli 1991       | 37              |
| Doppelbildstock                                                                                  | Doppelbildstock                                                                                  | Harsewinkel Oesterweger Straße 14 Karte                                           | |                                | 3. Juli 1991       | 38              |
| Wohnhaus-Fassade                                                                                 | Wohnhaus-Fassade                                                                                 | Harsewinkel Kirchplatz 3 Karte                                                    | |                                | 17. Juli 1992      | 39              |
| Bildstock-Relief                                                                                 | Bildstock-Relief                                                                                 | Harsewinkel Haarweg 12 Karte                                                      | |                                | 3. Juli 1991       | 40              |
| Fachwerkgebäude Deutsches Haus, Fassadenansicht B 513                                            | Fachwerkgebäude Deutsches Haus, Fassadenansicht B 513                                            | Marienfeld Oester 1 Karte                                                         | |                                | 5. Juli 1991       | 41              |
| Nepomuk-Figur                                                                                    | Nepomuk-Figur                                                                                    | Harsewinkel Heerdamm 5 Karte                                                      | |                                | 26. März 1993      | 42              |
| Kriegsgräberstätte auf dem alten Friedhof in Greffen                                             | Kriegsgräberstätte auf dem alten Friedhof in Greffen                                             | Greffen Haller Straße Karte                                                       | |                                | 30. September 1993 | 43              |
| Alte Dechanei                                                                                    | Alte Dechanei                                                                                    | Harsewinkel Kirchplatz 6 Karte                                                    | |                                | 30. September 1993 | 44              |
| Hofhaus, bezeichnet 1808                                                                         | Hofhaus, bezeichnet 1808                                                                         | Marienfeld Bielefelder Straße 3 Karte                                             | |                                | 30. Dezember 1993  | 45              |
| Speicher                                                                                         | Speicher                                                                                         | Marienfeld Bielefelder Straße 3 Karte                                             | |                                | 30. Dezember 1993  | 46              |
| Kötterhaus, bezeichnet 1754                                                                      | Kötterhaus, bezeichnet 1754                                                                      | Marienfeld Bielefelder Straße 1 Karte                                             | |                                | 30. Dezember 1993  | 47              |
| Hofkapelle, bezeichnet 1762                                                                      | Hofkapelle, bezeichnet 1762                                                                      | Marienfeld Bielefelder Straße Karte                                               | |                                | 19. Dezember 1994  | 48              |
| Schafstall und Wagenschuppen                                                                     | Schafstall und Wagenschuppen                                                                     | Harsewinkel Haarweg 6 Karte                                                       | |                                | 20. Dezember 1994  | 49              |
| drei Grenzsteine                                                                                 | drei Grenzsteine                                                                                 | Greffen Sassenberger Straße Karte Tatenhauser Weg Karte Warendorfer Landweg Karte | |                                | 20. Dezember 1994  | 50              |
| BW                                                                                               | Ehem. Klostermühle: Mühlteich                                                                    | Marienfeld Klosterhof 9 Karte                                                     | |                                | 20. März 1996      | 51              |
| Ehem Klostermühle: Mühlengebäude, Steg, Ober- und Unterwasser des Mühlenteiches, Sandsteinsockel | Ehem Klostermühle: Mühlengebäude, Steg, Ober- und Unterwasser des Mühlenteiches, Sandsteinsockel | Marienfeld Klosterhof 9 Karte                                                     | |                                | 31. Oktober 1995   | 51              |
| Doppelbildstock                                                                                  | Doppelbildstock                                                                                  | Harsewinkel Clarholzer Straße 9 Karte                                             | |                                | 2. Dezember 1997   | 52              |
| Vierständer-Längsdeelenhaus                                                                      | Vierständer-Längsdeelenhaus                                                                      | Marienfeld Bussemasstraße 3 Karte                                                 | |                                | 18. Dezember 1998  | 53              |
| Rincklake Haus                                                                                   | Rincklake Haus                                                                                   | Marienfeld Bielefelder Straße Karte                                               | |                                | 25. Juni 1999      | 54              |
| Hofhaus                                                                                          | Hofhaus                                                                                          | Harsewinkel Im Kirchspiel 9 Karte                                                 | |                                | 12. August 1999    | 55              |
| Hofkreuz                                                                                         | Hofkreuz                                                                                         | Harsewinkel Im Kirchspiel 9 Karte                                                 | |                                | 12. August 1999    | 56              |
| Bildstock Meier-Osthoff                                                                          | Bildstock Meier-Osthoff                                                                          | Harsewinkel Steinhäger Straße 22a Karte                                           | | 19. Jahrhundert                | 1. Mai 2001        | 57              |
| Wegekreuz (Schulkreuz)                                                                           | Wegekreuz (Schulkreuz)                                                                           | Harsewinkel Remser Weg / Am Schulkreuz Karte                                      | |                                | 1. Oktober 2002    | 58              |
| Korpus Bitters Kreuz                                                                             | Korpus Bitters Kreuz                                                                             | Harsewinkel Marienfelder Weg / Kreuzstraße Karte                                  | |                                | 1. Oktober 2002    | 59              |
| Seilerei Brügge                                                                                  | Seilerei Brügge                                                                                  | Marienfeld Max-Planck-Straße 3 Karte                                              | |                                | 22. März 2004      | 60              |
| weitere Bilder                                                                                   | Sägemühle Meier-Osthoff                                                                          | Harsewinkel Steinhäger Straße 22 Karte                                            | |                                | 22. März 2004      | 61              |
| Neue Mühle                                                                                       | Neue Mühle                                                                                       | Greffen Neumühlenstraße 10 Karte                                                  | |                                | 1. Juli 2005       | 62              |
| Hofhaus                                                                                          | Hofhaus                                                                                          | Greffen Ostortstraße 7 Karte                                                      | |                                | 1. März 2007       | 63              |
| Fachwerk-Wohnhaus                                                                                | Fachwerk-Wohnhaus                                                                                | Harsewinkel Kirchplatz 4 Karte                                                    | |                                | 15. März 2007      | 64              |
| Hofhaus                                                                                          | Hofhaus                                                                                          | Greffen                                                                           | |                                | gelöscht           | 65              |
| Fachwerk-Speicher                                                                                | Fachwerk-Speicher                                                                                | Greffen Versmolder Straße 50 Karte                                                | |                                | 12. November 2007  | 66              |
|                                                                                                  | Bauernhaus mit zwei Scheunen                                                                     | Harsewinkel Markenweg 1                                                           | | ab 1849                        |                    | 67              |
|                                                                                                  | Fürstenbergzimmer Wandmalerei                                                                    | Marienfeld bewegliches Denkmal                                                    | | spätes 19. Jh.                 |                    | 68              |
|                                                                                                  | Friedhofskreuz                                                                                   | Marienfeld Friedhof Marienfeld                                                    | Barocke Christusfigur auf hohem Podest |                                |                    | 69              |
|                                                                                                  | Marienkapelle gen. Madonna                                                                       | Harsewinkel Gütersloher Straße                                                    | | 1959/1960                      |                    | 70              |
|                                                                                                  | Kulturgut Wilhalm inkl. Kulturscheune                                                            | Harsewinkel Dr.-Pieke-Straße 2                                                    | | ab 1883                        |                    | 71              |